# ویرجینیا گیبسون
ویرجینیا گیبسون (انگلیسی: Virginia Gibson؛ ۹ آوریل ۱۹۲۵ – ۲۵ آوریل ۲۰۱۳ (۸۸ سال)) یک هنرپیشه اهل ایالات متحده آمریکا بود.
از فیلم‌ها یا برنامه‌های تلویزیونی که وی در آن نقش داشته است می‌توان به مضحک‌روی و هفت عروس برای هفت برادر اشاره کرد.